# Antonio Rosetti
Franz Anton Rösler (Litoměřice, nord de Bohèmia, 1746 - Ludwigslust, 30 de juny de 1792) fou un compositor i contrabaixista del període clàssic. Als voltants de 1773 va adoptar la forma italiana del seu nom, Francesco Antonio Rosetti, i a partir de llavors es va referir sempre a si mateix com a Antonio Rosetti.

## Biografia
L'existència durant aquest període de diversos músics que comparteixen un o altre dels cognoms del compositor ha donat lloc a una gran confusió en la identificació de la seva música. Després de l'abolició de l'ordre jesuïta a Bohèmia on va rebre la seva primera educació i formació musical; es va allunyar. I segons fonts recentment descobertes, va exercir en la dècada de 1770 com "el compositor de la música per al regiment rus Orlow". Això probablement es refereix al comte Orlov (a partir de 1770 Príncep Cesmenskij). El setembre del 1773, va deixar el seu país natal i es va incorporar com a contrabaixista a la "Hofkapelle" de Kraft Ern, el príncep (Fürst) von Öttingen-Wallerstein, a qui va servir durant setze anys.
D'acord amb Gerber, Rosetti ja havia compost algunes de composicions de cambra i música de l'església abans de sortir de Bohèmia, i durant els seus primers anys havia contribuït en una sèrie de composicions al repertori de la cort. A la primavera de 1774 va dur a terme una visita de tres setmanes a la cort d'Ansbach. Després de la mort de l'esposa de Kraft Ernst, Maria Theresa, en 1776, com a resultat de complicacions després del part, Rosetti compon ràpidament en un Rèquiem en mi bemoll major, que es va interpretar per primera vegada el 26 de març 1776. Llavors, el tribunal es va veure immers en un període de dol, durant el qual no es permetia la música, i Rosetti, entre d'altres, se li va donar permís per viatjar. El 28 de gener 1777 Rosetti es va casar amb Rosina Neher (que va morir l'1 d'abril de 1813 a Ludigslust), i que era la filla d'un hostaler de Wallerstein. Van tenir tres filles. Ja a finals de la dècada de 1770 s'havia fet un nom com a compositor fins i tot més enllà de les fronteres del sud d'Alemanya.
A partir d'1776-1777 l'editorial Breitkopf a Leipzig anuncià la seva música a la venda en còpies manuscrites. La primera edició impresa de les seves obres eren tres simfonies que van ser publicats en 1779 per "Le Menu et Boyer" a París. En 1780, el príncep estava a punt de reenfocar la seva atenció en la música; per la tardor d'aquest any havia tornat a muntar una orquestra de talent excepcional, incloent alguns dels millors intèrprets de vent que hi havia. Un punt d'inflexió en la carrera de Rosetti es va produir en 1781, quan se li va concedir un permís d'absència per visitar París. Durant la seva estada de cinc mesos allà, es va promoure activament la seva música, i els seus treballs van interpretats pels millors conjunts de la ciutat, incloent l'orquestra del "Concert Spirituel", per a la qual va compondre diverses noves simfonies. Allà es barrejaven amb persones influents en la vida musical de París, entre els quals es trobaven el Príncep Rohan-Guémenée i el príncep Borbó-Conti, Charles Ernest de Bagge, Joseph Boulogne de
Saint-Georges, i Joseph Legros. Rosetti també va utilitzar aquesta oportunitat per disposar la publicació de la seva música per empreses com ara "Li Menú et Boyer & Sieber", qui en 1782 va publicar un conjunt de sis de les seves
simfonies, Op.3, dedicat al príncep Ernst Kraft.
Quan Rosetti va tornar a Wallerstein al voltant del 20 de maig de 1782, es va assegurar al seu reconeixement com a compositor. Les simfonies, concerts i partites de vent que Rosetti compon entre 1782 i 1789 proporcionen un clar testimoni de la qualitat dels conjunts Wallerstein. Dignes de menció especial són les notables concerts en solitari i doble corn creats especialment per al duo de Bohèmia Franz Zwierzina i Joseph Nagel. Molts dels més notables conjunts musicals de la ciutat van interpretar la seva obra. Rosetti va aconseguir que la seva música fos publicada, incloent una sèrie de sis Simfonies editades en 1782. Llavors va retornar a les seves funcions, amb la seguretat d'haver estat reconegut com un consumat compositor de l'ONU. A la primavera de 1783 Rosetti va passar diverses setmanes a la cort de la Markgraf a Ansbach. A l'hivern de 1783-1784 va emprendre un viatge més llarg juntament amb el fagotista Wallerstein Christoph Hoppius a la zona de Rhein-Main (Mainz, Frankfurt, Darmstadt i Speyer). Després de la sortida de Josef Reicha per a la cort de Bonn de l'elector Maximilian Franz a l'abril de 1785, Kraft Ernst delegada a Rosetti la direcció musical de l'orquestra Wallerstein. En 1785 Rosetti va assumir les funcions de mestre de capella. Una de les seves primeres prioritats era millorar la música de l'església Wallerstein, i en un document d'aquest any es van proposar alguns canvis substancials - la majoria de les quals no van ser mai implementades.
El seu Der oratori sterbende Jesús (publicat per Artaria a Viena el setembre de 1786) va ser probablement la intenció de demostrar el seu control d'un mitjà de veu a gran escala. En el febrer de 1786 va viatjar a Múnic i el 1788 i 1789 en diverses ocasions a Augsburg. Després de 1786 les seves simfonies apareixen regularment en els programes de la gran sèrie de concerts a Londres (concerts de Salomon, concert professional, etc.). La vida de Rosetti a Wallerstein estava plena de dificultats financeres. Els seus deutes van seguir augmentant, i el 1789, després de nombrosos reversos financers, que van sol·licitar l'alliberament del servei del príncep per tal d'acceptar el càrrec de mestre de capella a Friedrich Franz I (1756-1837), duc de Mecklenburg-Schwerin.
De mala gana, el 9 de juliol 1789 Kraft Ernst va estar d'acord, i més tard aquest mateix mes Rosetti es va traslladar a Ludwigslust. Els seus anys a Ludwigslust eren menys frustrant que els de Wallerstein. Gràcies a un generós salari, va tenir per primera vegada la seguretat econòmica, i la seva creixent reputació com a compositor que li van portar una sèrie d'importants comissions. A Wallerstein, allà Rosetti va compondre una sèrie d'obres de gran escala per a solistes, cor i orquestra, incloent una òpera de cambra, un oratori i una cantata. El 14 de desembre de 1791 a principis Wallerstein un Rèquiem de 1776 es va dur a terme a la cerimònia commemorativa a Praga pels morts W. A. Mozart per un gran conjunt de músics, incloent a la soprano Josepha Duschek, que era una amiga de Mozart.
Al febrer de 1792 el rei Frederic Guillem II va convocar Rosetti a Berlín, on per ordre del rei el 2 de març 1792 una interpretació de l'oratori Jesús a Getsemaní i la cantata Al·leluia (1791) va tenir lloc al palau reial, a la qual el es va convidar als ministres de Berlín. A més de l'excel·lent personal de la Hofkapelle (incloent 76 instrumentistes i cantants 32), els millors cantants de l'Òpera de Berlín italians van participar com a solistes. L'editor Bossler, es van trobar amb Rosetti a Berlín, i van assenyalar que estava greument malalt. La causa de la seva malaltia era una "mala tos" (Gerber 1813-1814), de la qual Rosetti ja havia patit durant molt de temps. Només uns mesos més tard, el 30 de juny de 1792, va morir a Ludwigslust "d'esgotament" (documents de la parròquia).

## Els seus contemporanis
Rosetti va deixar enrere la música principalment instrumental, sinó també una gran quantitat d'obres sacres i Lieder. Charles Burney el considerava un dels compositors més importants de finals del segle xviii i fins i tot el va portar a terme a la mateixa empresa amb Haydn i Mozart. També Christian Friedrich Daniel Schubart el va anomenar "un dels compositors més estimats" del seu temps i va destacar en particular la musicalitat de la seva música. Va reconèixer en les obres de Rosetti "gràcia i la bellesa" d'una "infinita, delicada naturalesa.
L'estil melòdic substancial, fresc que distingeix molt del seu treball es remunta inconfusiblement a les seves arrels en la música popular de Bohèmia. Amb el seu tractament extremadament elegant del Waldhorn, Rosetti va contribuir molt al desenvolupament d'una forma melòdica expressiva de la composició per a aquest instrument. Especialment distingint les seves composicions madures són un ric llenguatge sonor i harmònica plena d'expressivitat, que en part es mira cap endavant a l'època romàntica, i una orquestració imaginativa general.
Només uns pocs compositors de l'època sabien com escriure una música tan colorida per a instruments de vent com Rosetti. Fins i tot els seus contemporanis van comentar: "i la seva escriptura per a instruments de vent, que comprengui com emprar amb mestria en la música orquestral, és sovint celeste bonic." Sense cap dubte, Haydn representa una influència molt important en la seva música instrumental. A partir d'ell, Rosetti pot haver après la seva forma senzilla de manejar material temàtic i la seva passió per l'experimentació amb la forma. Basat en el model de Haydn, també afilada i va refinar el seu sentit d'humor musical. Ludwig Finscher, que veia en ell "un dels simfonista més important de l'època," caracteritza les seves simfonies com "per a les obres del seu temps no només moderns, però clarament originals, amb […] minuets, que, igual que amb Haydn, s'inclinen per assemblar-se a "peces de caràcter", una barreja extraordinàriament flexible dels passatges concertants de contrapunt i homofónicas, i, sobretot, una inclinació cap
economia temàtica gairebé fins al punt de monothematicsim, que està vinculada a una tendència
pronunciada per al desenvolupament temàtic.

## Obra
La seva obra comprèn 44 Simfonies, més de 60 concerts i Simfonies concertants per a solista i orquestra, especialment per a Instruments de vent, obres de música sacra i nombroses peces per formacions de cambra i per a teclat. Rosetti també va compondre un nombre significatiu d'obres vocals i corals, sobre tot en els últims anys de la seva vida. Entre elles es troben els oratoris alemanys Der sterbende Jesu i Jesús a Getsemaní (1790) i un Al·leluia alemany. En l'actualitat és més conegut pels seus concerts per a trompa, que segons el estudiós de Mozart H. C. Robbins Landon (és el company de Mozart), poden haver estat un model per als quatre concerts per a trompa de Mozart. Rosetti també és conegut per haver escrit el Rèquiem de 1776, que va ser interpretat en un memorial per Mozart al desembre de 1791. Hi ha dificultats en l'atribució de certa música de Rosetti, ja quehi havia uns compositors amb noms similars: com Franciscus Antonius Xaverius Rössler. La numeració estàndard d'Oskar Kaul enumera 32 simfonies Rosetti, totes escrites entre aproximadament 1784 i 1792. Igual que les simfonies del seu gran model, Haydn, que s'assemblaven sovint de Rosetti, que estan plens de cops audaçment originals i sovint humorístiques.
La seva música de començaments del decenni de 1780 mostra els primers signes d'una maduresa
estilística que es van dur a plena floració en les obres compostes després d'al voltant de 1784.
Aquests es caracteritzen per una major dependència d'inflexió cromàtica en les línies melòdiques, un llenguatge harmònic i tonal més rica, més hàbil el maneig del contrapunt i orquestració imaginativa i acolorida. Al llarg de la sortida de Rosetti, dos trets distintius distingeixen el seu estil: un tractament senzill dels materials, el que sovint resulta en estructures musicals ajustats es mantenen units per relacions motíviques discernibles, i una feina segura i imaginatiu dels instruments de vent.

## Catàleg

### Simfonies
Catalog
| A1 I:8 Symphony C major A2 I:46 Symphony C major A3 I:43 Symphony C major A4 I:4 Symphony C major A5 I:6 Symphony C major A6 I:11 Symphony C major Tacet 1999, Biva 2009 A7 I:17 Symphony C major A8 I:26 Symphony C major Arte Nova 2000, RBM 1997 A9 I:21 Symphony C major Chandos 1997, Teldec 1997 A10 I:3 Symphony D major CAB 2003 A11 I:2 Symphony D major A12 I:12 Symphony D major Chandos 1997 A13 I:30 Symphony D major Teldec 1997 A14 I:29 Symphony D major MDG 2001 A15 I:33 Symphony D major A16 I:7 Symphony D major CPO 2011 A17 I:15 Symphony D major A18 I:47 Symphony D major A19 I:13 Symphony D major Tacet 1999 A20 I:18 Symphony "La Chasse" D major MDG 2003, Teldec 1997 A21 I:20 Symphony D major Caro Mitis 2005, MDG 2001, Arte Nova 2000 A22 I:28 Symphony D major MDG 2003 A23 I:5 Symphony E flat major A24 I:5a Symphony E flat major Ars Produktion 2011 A25 deest Symphony E flat major A26 I:35 Symphony E flat major | A27 I:32 Symphony E flat major Arte Nova 2000, Teldec 1995 A28 I:23 Symphony E flat major (notated as D sharp!) Teldec 1995 A29 I:9 Symphony E flat major RBM 1997 A30 I:34 Symphony E flat major A31 deest Symphony E flat major A32 I:10 +I:55 Symphony F major CPO 2011 A33 I:24 Symphony F major Chandos 1997 A34 I:45 Symphony F major A35 I:1 Symphony F major A36 I:41 Symphony F major A37 I:37 Symphony G major A38 I:40 Symphony G major A39 I:16 Symphony G major CPO 2005 A40 I:22 Symphony G major Chandos 1997, Teldec 1997 A41 I:44 Symphony G major A42 I:27 Symphony G minor K&K 2006, Caro Mitis 2005, Arte Nova 2000, Teldec 1995, RBM 1994 A43 I:19 Symphony B flat major MDG 2003 A44 I:38 Symphony B flat major A45 I:14 Symphony B flat major CPO 2005 A46 I:39 Symphony B flat major A47 deest Symphony B flat major lost A48 I:31 Symphony B flat major RBM 1997 A49 I:25 Symphony B flat major Teldec 1995 A50 deest Symphony A minor lost A51 I:49 Symphony D major |

### Ensembles de vent
Catalog Numbers
Name Key Recordings Murray Kaul
| B1 II:9 Partita D major CPO 2004 B2 II:10 Partita D major B3 II:8 Partita D major CPO 2004 B4 II:11 Partita D major CPO 2004 B5 II:14 Partita D major CPO 2004 B6 II:17 Quintet E flat major B7 II:20 Partita E flat major B8 II:22 Partita E flat major B9 deest Partita E flat major B10 II:6 Partita E flat major B11 II:1 Partita E flat major B12 deest Partita E flat major B13 II:4 Partita E flat major Pan Classics 2006 B14 II:7 Partita E flat major B15 II:3 Partita E flat major | B16 II:5 Partita E flat major Classico 2006 B17 deest Quartet E flat major Classico 2006 B18 II:13 Partita F major Accent 1989 / Classico 2006 / Pan Classics 2006 B19 II:16 Partita F major B20 II:15 Partita F major CPO 2004 B21 II:12 Partita F major Pan Classics 2006 B22 II:2 Sextet B flat major Classico 2006 B23 II:23 Partita B flat major B24 II:19 +II:21 Notturno D major B25 I:56 Serenata C major B26 II:18 Septet E flat major B27 I:58 Notturno E flat major CPO 2003 B28 I:60 6 Menuets lost B29 I:59 12 Menuets |

### Concerts
Catalog
| C1 deest Piano Concerto E flat major C2 III:1 Piano Concerto G major Tacet 1999 / Capriccio 2002 C3 III:2 Piano Concerto G major Tacet 1999 C4 III:3 Piano Concerto B flat major C5 III:8 Violin Concerto C major C6 III:9 Violin Concerto D major CPO 2005 C7 III:7 Violin Concerto D major C8 deest Violin Concerto D major C9 III:5 Violin Concerto D minor CPO 2005, Caro Mitis 2005 C10 III:6 Violin Concerto E flat major C11 III:4 Violin Concerto F major C12 deest Violin Concerto A major partly lost C13 III:10 Violin Concerto A major C14 I:36 Symphonie Concertante for 2 Violins D major MDG 2001 C15 deest Viola Concerto G major C16 III:14 Flute Concerto C major Orfeo 2003 C17 III:16 Flute Concerto D major Vars 2001 C18 III:12 Flute Concerto D majo C19 III:23 Flute Concerto E flat major Naxos 2008 C20 III:18 Flute Concerto E flat major C21 III:20 Flute Concerto F major Orfeo 2003 C22 III:13 Flute Concerto G major Alba 2003 / Orfeo 2003 C23 III:11 Flute Concerto G major C24 III:19 Flute Concerto G major C25 III:17 Flute Concerto G major Orfeo 2003 C26 III:24 Flute Concerto G major C27 III:22 Flute Concerto G major Koch Schwann 2001 C28 III:21 Flute Concerto G major MDG 2003 C29 III:32 Oboe Concerto C major CPO 2011 C30 III:27 Oboe Concerto C major CPO 2011 C31 III:29 Oboe Concerto C major CPO 1991 C32 III:34 Oboe Concerto C major C33 III:28 Oboe Concerto D major CPO 1991 C34 III:31 Oboe Concerto F major CPO 1991, Naxos 2002 C35 deest Oboe Concerto F major C36 III:30 Oboe Concerto G major MDG 2001 C37 III:25 Oboe Concerto G major C38 III:43 Horn Concerto D minor Caro Mitis 2005, Hanssler 2001, Teldec 1994, Nimbus 1988, Rosa 1998 | C39 deest Horn Concerto D minor C40 III:35 Horn Concerto E flat major Arte Nova 2002 C41 III:39 Horn Concerto E flat major Zuk 2005, ebs 1997, EMI Classics 1986 C42 III:41 Horn Concerto E flat major C43 deest Horn Concerto E flat major Arte Nova 2002 C44 III:48 Horn Concerto E flat major lost C45 III:46 Horn Concerto E flat major lost C46 III:47 Horn Concerto E flat major lost C47 III:40 Horn Concerto E flat major Arte Nova 2002 C48 III:37 Horn Concerto E flat major CPO 2009 C49 III:36 Horn Concerto E flat major Hanssler 2001, Rosa 1998, ebs 1997 C50 III:44 Horn Concerto E major CPO 2009, EMI Classics 1986 C51 III:42 Horn Concerto E major Hanssler 2001, Rosa 1998, EMI Classics 1986 C52 III:45 Horn Concerto E flat major Arte Nova 2002 C53 III:38 Horn Concerto F major Hanssler 2001, Rosa 1998 C54 deest Horn Concerto E flat major C55 III:54 Concerto for 2 Horns E flat major Naxos 1991 C56 deest Concerto for 2 Horns E flat major CPO 2003 C57 III:53 Concerto for 2 Horns E flat major CPO 2003 C58 III:51 Concerto for 2 Horns E major CPO 2003 C59 III:50 Concerto for 2 Horns E major lost C60 III:52 Concerto for 2 Horns E major and F major CPO 1999 C61 III:49 Concerto for 2 Horns F major CPO 2009, ebs 1997, BVA 1992, Naxos 1991 C62 III:55 Clarinet Concerto E flat major CPO 1999 C63 III:57 Clarinet Concerto E flat major CPO 1999 C64 III:58 Clarinet Concerto E flat major lost C65 deest Clarinet Concerto E flat major lost C66 III:65 Clarinet Concerto E flat major lost C67 deest Bassoon Concerto C major CPO 2012 C68 III:64 Bassoon Concerto E flat major CPO 2012 C69 III:60 Bassoon Concerto B flat major CPO 2003, Naxos 2003 C70 III:67 Bassoon Concerto B flat major lost C71 III:65 Bassoon Concerto B flat major lost C72 III:66 Bassoon Concerto B flat major CPO 2012 C73 III:61 Bassoon Concerto B flat major CPO 2003, Naxos 2003 C74 III:62 Bassoon Concerto B flat major CPO 2003, Naxos 2003, Hungaroton2006 C75 III:63 Bassoon Concerto F major CPO 2003, Naxos 2003 C76 deest Sinfonia Concertante for 2 Violins E flat major |

### Música de Cambra
| D1 IV:5.1 String Trio C major D2 IV:5.2 String Trio G major D3 IV:5.3 String Trio D major D4 IV:5.4 String Trio F major D5 deest String Trio C major D6 IV:1.1 String Quartet Op 4/1 A major D7 IV:1.2 String Quartet Op 4/2 C major D8 IV:1.3 String Quartet Op 4/3 E flat major D9 IV:2.1 String Quartet Op 6/1 A major CPO 1995 D10 IV:2.2 String Quartet Op 6/2 E flat major CPO 1995 D11 IV:2.3 String Quartet Op 6/3 B flat major CPO 1995 D12 IV:2.4 String Quartet Op 6/4 C minor CPO 1995 D13 IV:2.5 String Quartet Op 6/5 D major CPO 1995 D14 IV:2.6 String Quartet Op 6/6 F major CPO 1995 D15 IV:4.1 String Quartet A major D16 IV:4.2 Flute Quartet G major D17 IV:4.3 String Quartet F major D18 IV:3 Bassoon Quartet B flat major D19 IV:13.1 Violin Sonata D major Supraphon 2000, Naxos 2002 D20 IV:13.2 Violin Sonata E flat major Supraphon 2000, Naxos 2002 D21 IV:13.3 Violin Sonata B flat major Supraphon 2000, Naxos 2002 D22 IV:13.4 Violin Sonata G major Supraphon 2000, Naxos 2002 D23 IV:13.5 Violin Sonata B flat major Supraphon 2000, Naxos 2002 D24 IV:13.6 Violin Sonata C major Supraphon 2000, Naxos 2002 D25 IV:14 Violin Sonata F major lost D26 IV:7.1 Piano Trio Op 1/1 G major | D27 IV:7.2 Piano Trio Op 1/2 F major D28 IV:7.3 Piano Trio Op 1/3 B flat major D29 IV:8.1 Piano Trio Op 5/1 C major D30 IV:8.2 Piano Trio Op 5/2 E flat major D31 IV:8.3 Piano Trio Op 5/3 D major D32 IV:8.4 Piano Trio Op 5/4 D major D33 IV:8.5 Piano Trio Op 5/5 A major D34 IV:8.6 Piano Trio Op 5/6 C major D35 IV:9.1 Piano Trio Op 7/1 G major D36 IV:9.2 Piano Trio Op 7/2 B flat major D37 IV:9.3 Piano Trio Op 7/3 F major D38 IV:9.4 Piano Trio Op 7/4 C major D39 IV:12.1 Piano Trio C major lost D40 IV:12.2 Piano Trio C major lost D41 IV:12.3 Piano Trio D major lost D42 IV:10.2 Piano Trio F major lost D43 IV:6.1 Violin Duet E flat major D44 IV:6.2 Violin Duet B flat major D45 IV:6.3 Violin Duet G major D46 IV:6.4 Violin Duet A major D47 IV:6.5 Violin Duet D major D48 IV:6.6 Violin Duet C minor D49 II:24 Quartet for piccolo violin, 2 oboes & continuo C major lost D50 II:25 Flute Quartet C major lost D51 II:26 Cassation D major lost D52 II:27 Cassation E flat major lost |

### Piano
| E1 V:6 Piano Sonata F major E2 V:5 Piano Sonata G major E3 V:3 Piano Sonata B flat major E4 Piano Sonata F major E5 Anglaise D major E6 Anglaise F major E7 Anglaise D major E8 Menuet F major E9 Menuet C major E10 Menuet G major E11 Menuet G major E12 Menuet F major E13 Menuet D major E14 Menuet D major E15 Menuet C major E16 Menuet C major E17 Menuet D major E18 Menuet C major E19 Menuet D major E20 Menuet C major E21 Alla Polacca C major E22 Schleifer A major E23 Schleifer G major E24 Schleifer G major E25 Deutscher Walzer F major E26 Deutscher Walzer A major E27 Romance E flat major E28 Romance A major E29 Romance E flat major E30 Romance A major E31 Romance B flat major E32 Romance B flat major E33 Romance B flat major E34 Romance G major | E35 Romance B flat major E36 Romance B flat major E37 Rondo B flat major E38 Rondo D major E39 Rondo E flat major E40 Rondo G major E41 Rondo A major E42 Rondeau G major E43 Rondo C major E44 Capriccio C major E45 Capriccio F minor E46 Capriccio D major E47 Allegro D major E48 Allegro assai F major E49 Allegretto A major E50 Allegretto non presto D major E51 Allegro scherzante G major E52 Allegretto scherzante B flat major E53 Allegro scherzante G major E54 Allegro scherzando E flat major E55 Allegretto A minor E56 Allegretto G major E57 Andante B flat major E58 Andante E minor E59 Grazioso E minor E60 Moderato D major E61 Non presto A major E62 Presto non tanto E flat major E63 V:7.1 Piano Sonata B flat major E64 V:7.2 Piano Sonata F major E65 V:7.3 Piano Sonata G major E66 V:7.4 Piano Sonata E flat major E67 Variations (6) G major E68 German Dances (4) for Piano 4-Hands |

### Obres Vocals
| F1 Song Abendgedanken eines Jüngling Wie so schön der Sonne letzte Strahlen E major F2 Song Abschied an Theonen Nun Theone naht die Stunde B flat major F3 Song Acrostiche Ce que j'aime, c'est ma Colette G major F4 Song Air de Monsieur le Chevalier de Rosetti Les Dieux ne formèrent Lisette F minor F5 Song Als Dafne weinte Wunderschön ist die Natur D minor F6 Song Am Fenster beim Mondschein Nacht und still ist um mich her kaum A major F7 Song An den Frühling Wilkommen schöner Jüngling, du Wonne der Natur E flat major F8 Song An die Muse Du, die voll Glut den Lorbeer einst besungen F minor F9 Song An ein junges Mädchen Du kleine Blondine bezaubert ja schon A major F10 Song An ein kleines Mädchen Tanze, liebe Kleine! hüpfe durch dies Leben F major F11 Song An einen Blumenstraus Blumen die mit lieber Hand B flat major F12 Song An einem heitern Frühlingsmorgen Wilkommen mir, O Birkenhain A major F13 Song An einen Wassertrinker Trink betrübter todtenblasser Wassertrinker B flat major F14 Song An mein Täubchen Geh trautes liebes Täubchen G major F15 Song An Mutter Natur Mutter ist ein süsses Lied B flat major F16 Song An Selindes Augen O, wie leuchtest du so klar E flat major F17 Song Der Apfel Als jüngst Hänschen in dem Gras D minor F18 Song Aufmunterung zur Freude Heitre dich mein E Weibchen auf! minor F19 Song Ballade Ein troziger Ritter im fränkischen Land D major F20 Song Die Biene und der Rosskäfer Ein Bienchen sass im sanften Schose F major F21 Song Blumenlied Es ist ein halbes Himmelreich G major F22 Song Doris an das Klavier Gefährte meiner Einsamkeit F major F23 Song Doris an Lotten Du fliechst! umringt von Schmerzen E flat major F25 Song Ein Lied von der Liebe Liebe, Liebe beseligt das Leben B flat major F26 Song Ein Stückchen von meinem Bruder Ich hab ein kleines Brüderchen C major F27 Song Eine sehr gewöhnliche Geschichte Filink stand jüngst vor Babets Thür G major F28 Song Das eitle Mädchen O, wie viel gebricht mir an Schönheit nicht! B flat major F29 Song Frizchens Lob des Landlebens Rühmt immer eure grosse Stadt E major F30 Song Der Garten des Lebens Der Garten des Lebens ist lieblich E minor F31 Song Das Glück auf dem Lande Unter diesem stillen Schatten E major F32 Song Der glückliche Bauer Ihr, schwätz mir da von einem Bauer D major F33 Song Der glückliche Landmann Heida, lustig! ich bin Hanns C major F34 Song Grethchens Lied Seit in der Näh' ich mein Hänschen gesehn A major F35 Song Guter Muth Und wenn ich auch kein König bin C major F36 Song Hannchen Nachbar Veitens Hannchen ging neulich Gras zu B flat major F37 Song Huldigung Euch ihr Schönen! will ich fröhnen F minor F38 Song Jost mit der Schelle Für'n armen Jost, sei mildreich Erden Sohn A minor F39 Song Der junge Baum Das liebe, kleine Bäumchen hier F minor F40 Song Karlinchen ein Jahr alt Sieh! er kommt im frohen Feierkleide A major F41 Song Das Klavier Süss ertönendes Klavier, A welche Freude schaffst du major F42 Song Könnt ich mein Liebchen kaufen Könnt ich mein Liebchen kaufen A major F43 Song Das Lamm Wie nah, du armens Lämmchen E flat major F44 Song Der Landmann hinter dem Pflug Der war gewiss ein frommer Mann D major F45 Song Das Leben ist ein Traum Das Leben ist ein Traum E flat major F46 Song Liebe über Liebe Mutter sieh den bösen Vogel E flat major F47 Song Der Liebende Beglückt, wer dich erblikt E flat major F48 Song Liebestaumel Was geht die ganze Welt mich an F major F49 Song Liebeserklärung Ich liebe dich, ich darf es nur nicht A major Brilliant Classics 2009 F50 Song Das Liebesgrab Selmar war ein guter Junge jedem Menschen war A flat major F51 Song Lied eines gemeinen Mannes Ich will nicht sorgen mich, nicht kümmern F major F52 Song Lied in der Kurzeit O, wer wollt so thörigt sein Martern sich D major F53 Song Liedchen Ich hatt' einmal ein Mädchen B flat major F54 Song Lob des Höchsten Zu Sions Höhen hin erhebt E major F55 Song Das Mädchen bei der ersten Rotenzusammenkunft Winter ist's drum ei'a nu Mädchen greift A major F56 Song Mailied Gegrüsset Morgen Wolke! E flat major F57 Song Mailied Der Schnee zerinnt, der Mai beginnt A major F58 Song Mein Mädchen Liebe, Liebe, welche Freuden A major F59 Song Der Mond Wie süss und freundlich lacht des Mondes G major F60 Song Nachtigallenlied Heut Morgen als ich lauschend schlich durch Büsch G major F61 Song Der Negersklave Hintern Meeresstrande wo die Sonne C sharp minor F62 Song Die Nelke Wor ihrer Hütte wom West umweht B flat major F63 Song Pastorale Rossignol dont la voix E flat touchante major F64 Song Das Rothkehlchen So seh ich euch denn all entweichen B flat major F65 Song Rundgesang Unsre Herzen zu erfreun gab uns Gott C major F66 Song Der Sonderling Baut stolze Schlösser in die Luft D major F67 Song Die Sonne beim Aufgange Sei mir gegrüsst zu meines Gottes A major F68 Song Der Traum Ich träumt' ich war ein Vögelein und flog auf A major | F69 Song Trinklied Das Glas gefült der Norwind brült D major F70 Song Die Unschuld O Unschuld weihe du mich ganz! E flat major F71 Song Urians Reise um die Welt Wenn jemand eine Reise thut B flat major F72 Song Vergänglichkeit Tausendmal hab ich's empfunden G major F73 Song Der verliebte Schäfer Komm, sei mein Liebchen!schenke mir dein Herzchen B flat major F74 Song Die Verschwiegenheit Heimlich nur, doch inniglich F minor F75 Song Vor einer Reise im Winter Morgen, Morgen geht es fort B flat major F76 Song Vor einer Reise zu Liebchen Bravo, bravo! iezt empfohl G major F77 Song Der wahre Reichtum Warum durchirrt nach Gut und Geld C major F78 Song Wiegenlied Schlaf Kind, sieh hier an meinem Herzen E flat major F79 Song Winterlied Kein Veilchen blüht, kein Röschen glüht A major F80 Song Der Winter Nicht dir, O Lenz! will ich allein nur A major F81 Song Der Zufrieden Ich gäbe nimmer zufrieden Sinn B flat major F82 Song Der Zufrieden Meine Wûnsche sind gestillt F minor F83 Hymn Ah chare, ah Jesu peccavi Ah chare, ah Jesu peccavi B flat major F84 Antiphon Salve Regina Salve Regina Mater misericordiae C major F85 Antiphon Salve Regina Salve Regina Mater misericordiae E flat major Ars Produktion 2011 F86 Antiphon Salve Regina Salve Regina Mater misericordiae E flat major CPO 2006 F87 Antiphon Salve Regina Salve Regina Mater misericordiae G major CPO 2006 F88 Antiphon Salve Regina Salve Regina Mater misericordiae A major CPO 2006 F89 Antiphon Salve Regina Salve Regina Mater misericordiae B flat major CPO 2006 F90 Concert Aria Tutta di sdegno armato Tutta di sdegno armato C major F91 ConcertAria Wenn aus zerschmetternden Gewittern Wenn aus zerschmetternden Gewittern C major F92 Antiphon Salve Regina Salve Regina Mater misericordiae F major F93 Hymn Teomi Jesu adoro Teomi Jesu adoro C major F94 Hymn Amavit eum Dominus amavit Amavit eum Dominus amavit C major F95 Hymn Attendite vigilate et orate Attendite vigilate et orate G minor F96 Hymn Diffusa est gratia Diffusa est gratia in labiis E flat major F97 Hymn Huc catastae Huc catastae huc orci larvae D major F98 Concert Aria Non vidi alma Non vidi alma che freme F major F99 Hymn Qua est ista Qua est ista qua ascendit G major F100 Antiphon Salve Regina Salve Regina Mater misericordiae B flat major F101 Antiphon Parvulus filius Parvulus filius hodie natus est G major F102 Antiphon Gaude Virgo Mater Christi Gaude Virgo Mater Christi E minor F103 Antiphon De Beatissimae Virgine Maria ? E flat major voice parts lost F104 Concert Aria Or che per te sospiro Or che per te sospiro A major F105 Concert Aria Ariette Que dans sa détresse,l'amant qui me blesse F minor F106 Concert Aria Rondeau A mes voeux le ciel propice C major F107 Concert Aria Rondo Vous prenez un air sévère F major F108 Concert Aria Scena e rondo Calme ton âme...Mais par vengeance C major F109 Antiphon A periens os suum dixit A periens os suum dixit B flat major |

### Obres Corals
G1 Oratorio Der sterbende Jesu 1785 Karl Friedrich Bernhard Zinkernagel
G2 Oratorio Jesus in Gethsemane 1790 Heinrich Julius Tode CPO 2006
G3 Cantata Aufs Osterfest c.179 Parody of Mass Murray H4
G4 Cantata Aufs Deutschlands Genius oder Friedenfest c.179
G5 Cantata Dank Kantate c.179 Music entirely from
Murray G1
G6 Cantata Ewiger dir singen wir c.179 Christian Gotthilf Tag
G7 Cantata Hallelujah 1791 Heinrich Julius Tode CPO 2006
G8 Incidental
Music Das Winterfest der Hirten 1789
G9 Vaudeville La matinée des artistes Voice parts lost
G10 Ode Gesegnet sei die Stunde 1790 Heinrich Julius Tode
G11 Choral O Segne sei, du Geber
grosser Freuden 1789
G12 Cantata Al sospire Possibly by Antonio Rosetti (b. 1744)

### Obes litúrgiques
| H1 Mass Mass C major H2 Mass Mass C major 1782 H3 Mass Mass C minor H4 Mass Mass D major 1787 H5 Mass Mass D major H6 Mass Mass D major 1788 H7 Mass Mass D minor lost H8 Mass Mass D minor H9 Mass Mass E flat major H10 Mass Mass F major H11 Mass Mass F major 1784 H12 Mass Missa brevis F major c.1790 H13 Mass Mass G minor H14 Requiem Requiem C minor H15 Requiem Requiem E flat major 1776 Ars Produktion 2011 H16 Requiem Requiem E flat major c.1780 H17 Requiem Requiem E flat major H18 Requiem Requiem E flat major H19 Requiem Requiem F major H20 Requiem Requiem G minor H21 Choral Der Herr der aller Enden B flat major c.1790 | H22 Choral Ich habe nun den Grund gefunden D major c.1790 H23 Gradual Lauda O Sion C major H24 Gradual Venite ad me E flat major Ars Produktion 2011 H25 Gradual Viderunt omnes B flat major Ars Produktion 2011 H26 Offertory Ecce video caelos apertos D major c.1790 H27 Offertory Huc ad este pie mentes E flat major H28 Offertory O felix Roma E flat major H29 Offertory Laetare mater ecclesia C major H30 Hymn Pange lingua E flat major 1785 H31 Hymn Jesu rex fortissime B minor c.1785 Ars Produktion 2011 H32 Psalm setting Singet dem Herrn C major c.1790 H33 Antiphon Ave Maria C major H34 Antiphon Asperges me C major H35 Antiphon Salve Regina E flat major H36 Canticle Te Deum D major H37 Canticle Litaniae C major H38 Canticle Litaniae C major 1789 H39 Canticle Litaniae D major 1790 H40 Psalm setting Miserere D minor c.1790 H41 Psalm Vesperae solemnes C major |